# 内田大加宏
内田 大加宏（うちだ たかひろ、11月19日 - ）は、日本の男性声優、ナレーター。大阪府出身。シグマ・セブン所属。

## 略歴
代々木アニメーション学院声優課大阪校卒業。
ウイットプロモーション、Doaプロダクションを経て、2001年シグマ・セブン所属。

## 人物
趣味は音楽鑑賞、球技。

## 出演

### テレビアニメ
2000年
- ストレンジドーン（グリアニア兵、村人、バルジダン兵）

2003年
- 獣兵衛忍風帖 龍宝玉篇（村人B）

2004年
- 宇宙交響詩メーテル 銀河鉄道999外伝（男(3)、オペレーター(2)、機械化将校）

2005年
- あかほり外道アワーらぶげ（純情な先生、科学ヒーロー）
- 交響詩篇エウレカセブン（州軍兵士）

### 劇場アニメ
- ギルステイン（2002年、警察隊長[4]）

### OVA
- セイント・ビースト〜幾千の昼と夜 編〜（2005年、天使）

### ゲーム
- ときめきメモリアル Girl's Side（2002年、エキストラ）
- HULK（2004年、ライカー将軍）
- GENJI -神威奏乱-（2006年）

### ドラマCD
- セイント・ビースト ドラマCD7 CONVICTION～浄罪～（神官C、村人C）
- セイント・ビースト ドラマCD8 CORRECTION～虜囚～（神官B）
- セイント・ビースト ドラマCD9 CREATION～結束～（神官B）
- 羊のうた（学生）
- 蒼い海に秘めた恋（タフタフ）
- 過激シリーズ 2 過激に独占欲（魔族3）
- 渇愛 2 縛恋（榊）
- 記憶の風-FOR MY BROTHER-（斉藤社長の息子）
- 奇跡 - Innocent Blue -（横田修一）
- 嫌いにならないでね3 悪魔の論理学2（門倉）
- 三千世界の鴉を殺し4（兵士A）
- 週末の部屋シリーズ 2 真夜中の部屋で（瀬戸）
- スペードのキングも僕のもの（級友1）
- 世界の果てで待っていて～天使の傷痕～（水田透）
- DOUBLE CALL 5 ～放物線の彼方2～（薬丸）
- DOUBLE CALL 6 ～放物線の彼方3～（薬丸）
- DOUBLE CALL 7 ～放物線の彼方4～（薬丸）
- DEADLOCK デッドロック（ウィラー）
- チョコレート・キス（美術部部長）
- 春を抱いていた 3（司会者）
- VIP 1 ブイアイピー（川原）
- 封殺鬼VII ～修羅の降る刻～（御景の術者）
- みずき先生 危機一髪！ 2（秋田）
- 胸さわぎシリーズ 1 胸さわぎがとまらない
- やさしく殺して、僕の心を。（男）
- 夜空に月、我等にツキ ～右手にメス、左手に花束4～（檜山繁太郎）

### 吹き替え
- ザ・ミッション 非情の掟（フェイ〈ラム・シュー〉）
- デッドエンド 暗戦リターンズ

### ナレーション
- 汐留スタイル!（2003年3月31日～2005年3月31日、日本テレビ）※木曜日
- バレーボールワールドカップ2007（フジテレビ）
- スーパーJチャンネル (テレビ朝日)
- スポーツ魂（テレビ東京）
- 平尾昌晃チャリティゴルフ（テレビ東京）
- 大相撲 珍プレー好プレー（テレビ東京）
- 蝶野正洋のDADMAN MORNING（テレビ神奈川）
- オッチモ!　日村様のB面（2008年5月6日、関西テレビ）
- BS世界のドキュメンタリー（NHK-BS）
- BSニュース 日経プラス10（2013年4月1日～、BSジャパン）
- 光ソリューション最前線（BSジャパン）
- 浜内千波の新提案 技あり！朝ごはん（BS朝日）
- ベンチャーサミット（BS朝日）
- 中国絶品グルメ（BS-i）
- 諸見里しのぶ 実践ゴルフテク!（BS11）
- U.S.ツアーコレクション（ゴルフネットワーク）
- スポーツマネジメント（J SPORTS）
- モータースポーツジャパン2007（J SPORTS）
- ワールド・エクストリームゲーム（CS）
- ツール・ド・ランカウイ（CS）
- ツール・ダウン・アンダー（CS）
- フットボールプラス（CS）
- 釣行大作戦
- ベンチャー万歳
- フードウォッチャー（食チャンネル）
- 日立 世界・ふしぎ発見!（TBS）※ボイスオーバー

### デジタルコミック
- Beeマンガ チェリーナイツ（2011年、江藤）
- Beeマンガ 午前3時の無法地帯（2012年、堂本）
- dTV へうげもの（2018年、明智光秀）

### ボイスオーバー
- 日立 世界・ふしぎ発見!